# Omicidio di Giulio Regeni
L'omicidio di Giulio Regeni venne commesso in Egitto tra gennaio e febbraio 2016.
Giulio Regeni era un dottorando italiano dell'Università di Cambridge rapito a Il Cairo il 25 gennaio 2016, giorno del quinto anniversario delle proteste di piazza Tahrir, e ritrovato senza vita il 3 febbraio successivo nelle vicinanze di una prigione dei servizi segreti egiziani. Il corpo presentava evidenti segni di tortura, al punto che la madre lo riconobbe «dalla punta del naso» e disse di aver visto nel volto martoriato del figlio «tutto il male del mondo». In particolare, sulla pelle erano state incise, con oggetti affilati, alcune lettere dell'alfabeto, e tale pratica di tortura era stata ampiamente documentata come tratto distintivo della polizia egiziana; queste evidenze hanno messo subito sotto accusa il regime di al-Sisi.
L'uccisione di Giulio Regeni ha dato vita in tutto il mondo, e soprattutto in Italia, a un acceso dibattito politico sul coinvolgimento nella vicenda e nei depistaggi successivi, attraverso uno dei suoi servizi di sicurezza, dello stesso governo egiziano. Tali sospetti hanno costituito motivo di forti tensioni diplomatiche con l'Egitto. Secondo il Parlamento europeo, l'omicidio di Giulio Regeni non è un evento isolato, ma si colloca in un contesto di torture, morti in carcere e sparizioni forzate avvenute in tutto l'Egitto negli ultimi anni.

## Elementi storici

### Giulio Regeni

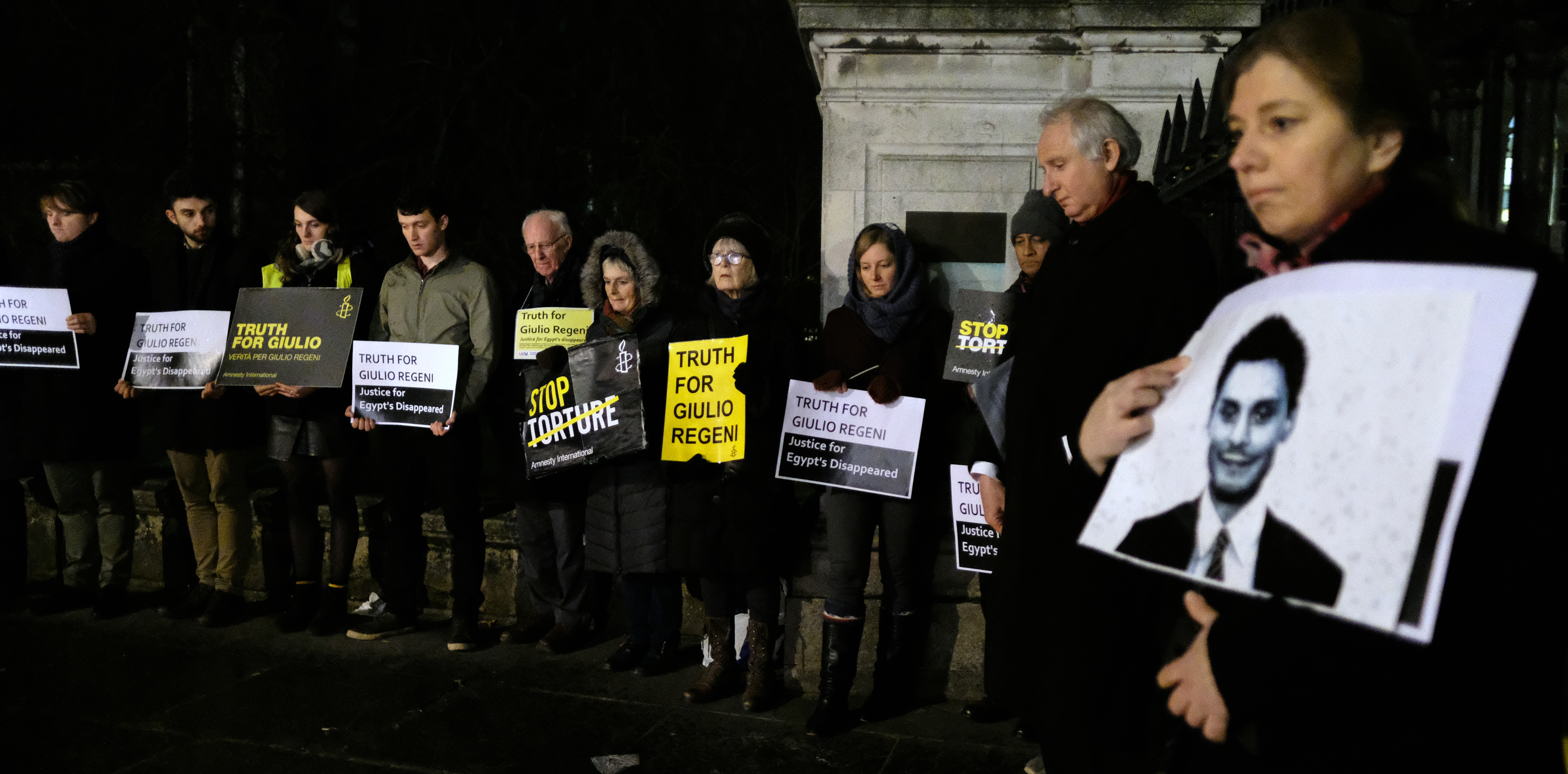
Commemorazione di Giulio Regeni organizzata dal parlamentare britannico Daniel Zeichner, eletto nel collegio di Cambridge

Nato a Trieste il 15 gennaio 1988, Regeni crebbe a Fiumicello (in provincia di Udine) e, ancora minorenne, si trasferì negli Stati Uniti per studiare allo Armand Hammer United World College of the American West; si spostò poi nel Regno Unito a Leeds e a Cambridge e, infine, a Vienna. Vinse due volte il premio "Europa e giovani" (2012 e 2013), al concorso internazionale organizzato dall'Istituto regionale studi europei, per le sue ricerche e gli approfondimenti sul Medio Oriente.
Dopo aver lavorato a Il Cairo per l'UNIDO e aver svolto per un anno ricerche per conto della società privata di analisi politiche Oxford Analytica, stava conseguendo un dottorato di ricerca presso il Girton College dell'Università di Cambridge e si trovava in Egitto per svolgere una ricerca sui sindacati indipendenti egiziani presso l'Università Americana del Cairo. In alcuni articoli, scritti anche con lo pseudonimo di Antonio Drius e pubblicati dall'agenzia di stampa Nena e, postumi, da il manifesto, ha descritto la difficile situazione sindacale dopo la rivoluzione egiziana del 2011.

### L'omicidio
Il 25 gennaio 2016, il ricercatore italiano inviò alle 19:41 un SMS alla fidanzata in Ucraina, dicendo che stava uscendo. Poco dopo, la studentessa Noura Wahby, amica di Regeni conosciuta nel 2014 a Cambridge, denunciò sul proprio profilo Facebook la scomparsa del ricercatore, il quale, qualche ora prima, doveva incontrare delle persone in piazza Tahrir per festeggiare il compleanno di un amico. Durante i giorni della scomparsa, vennero lanciati su Twitter gli hashtag #whereisgiulio e #جوليو_ـفين (letteralmente: #doveègiulio).
Il corpo nudo e atrocemente ferito di Giulio Regeni fu trovato il 3 febbraio in un fosso lungo la strada del deserto Cairo-Alessandria, alla periferia del Cairo. La ministra dello sviluppo economico Federica Guidi, che in quel momento si trovava in Egitto in missione diplomatica con un gruppo di imprenditori, interruppe immediatamente la visita e rientrò in Italia.
Il corpo recuperato mostrava segni evidenti di sottoposizione a tortura: contusioni e abrasioni in tutto il corpo, come quelle tipicamente causate da un grave pestaggio, lividi estesi compatibili con lesioni da calci, pugni e aggressione con un bastone. Si contarono più di due dozzine di fratture ossee, tra cui sette costole rotte, tutte le dita di mani e piedi, così come entrambe le gambe, le braccia e scapole, oltre a cinque denti rotti; si riscontrarono coltellate multiple sul corpo, comprese le piante dei piedi, probabilmente inferte con un rompighiaccio o uno strumento simile a un punteruolo. Vi erano inoltre numerosi tagli, su tutto il corpo, causati da uno strumento tagliente simile a un rasoio.
Si sono riscontrate, altresì, estese bruciature di sigarette su tutto il corpo, nonché una bruciatura più grande tra le scapole e incisioni somiglianti a vere e proprie lettere. L'esame autoptico rivelò un'emorragia cerebrale e una vertebra cervicale fratturata a seguito di un violento colpo al collo, verosimile causa della morte.
Il funerale del giovane ricercatore italiano si svolse a Fiumicello il 12 febbraio.

## Indagini
Subito dopo il ritrovamento del corpo, il generale Khaled Shalabi (direttore dell'amministrazione generale delle indagini di Giza) dichiarò che Regeni era stato vittima di un semplice incidente stradale, smentendo inoltre che vi fossero tracce di proiettili o accoltellamenti. In seguito la polizia egiziana sostenne che l'omicidio poteva essere avvenuto per motivi personali dovuti a una presunta relazione omosessuale (Regeni tuttavia aveva una fidanzata) oppure allo spaccio di stupefacenti (Regeni tuttavia non aveva mai utilizzato alcuna droga, come confermato dall'autopsia), ma non mancarono ipotesi, non suffragate da alcuna prova, secondo cui Regeni sarebbe stato ucciso da appartenenti a qualche baltagiya, assoldati dagli organismi del controspionaggio egiziano.
Le autorità egiziane garantirono inizialmente una "piena collaborazione", ma tale disponibilità fu presto smentita: gli investigatori italiani poterono interrogare pochi testimoni per alcuni minuti, dopo che gli stessi erano già stati interrogati per ore dalla polizia egiziana; le riprese video della stazione della metropolitana dove Regeni era stato visto per l'ultima volta furono cancellate; furono negati i tabulati telefonici del quartiere dove viveva Regeni e della zona in cui fu ritrovato il corpo.
Medici egiziani e italiani condussero autopsie separate sul corpo di Giulio Regeni.
La relazione ufficiale forense egiziana del 1º marzo 2016 (dossier di 91 pagine consegnato all'ambasciata italiana al Cairo il 2 marzo) attesta che il ricercatore italiano fu interrogato e torturato per un massimo di sette giorni a intervalli di 10-14 ore prima di essere infine ucciso, mentre i risultati dell'autopsia egiziana non sono ancora stati resi pubblici. L'uccisione sarebbe avvenuta circa 10 ore prima del ritrovamento del corpo. Il dossier delle autorità egiziane è stato giudicato carente e incompleto nell'informativa del 5 aprile del ministro degli esteri Paolo Gentiloni resa al Parlamento sul caso di Giulio Regeni, che inoltre accusa l'insufficiente collaborazione delle autorità egiziane.
Un rapporto di 300 pagine contenente i risultati dell'autopsia italiana è stato consegnato all'ufficio del pubblico ministero presso la Procura della Repubblica di Roma (competente per reati in danno di italiani all'estero) e smentisce precedenti indiscrezioni su segni di scosse elettriche somministrate ai genitali di Regeni.
Per favorire le indagini, gli amici e parenti di Giulio Regeni hanno consegnato i propri telefoni cellulari e computer portatili alla polizia italiana, mentre la famiglia Regeni ha consegnato il computer del figlio, ritrovato nell'appartamento del Cairo, da cui è risultato che nei giorni precedenti alla scomparsa era stato molto utilizzato, segno che il ragazzo era rimasto in casa.
Nel settembre 2016 il governo egiziano ha accettato di consegnare i tabulati di telefonia mobile, mentre i pubblici ministeri egiziani in visita a Roma hanno ammesso per la prima volta che Regeni era stato in effetti sottoposto a indagini e sorveglianza da parte della polizia egiziana prima della sua scomparsa, ma senza riscontrare problemi alla sicurezza nazionale.

### Il ritrovamento dei documenti

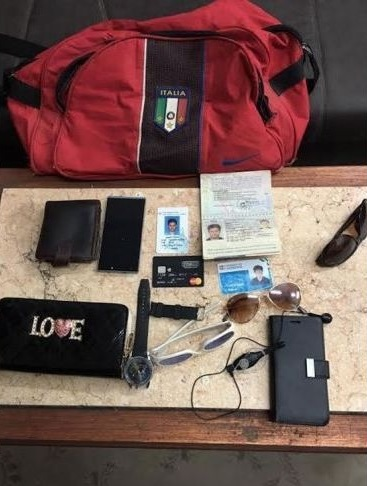
Oggetti rinvenuti dalla polizia egiziana

Il 24 marzo 2016 la polizia egiziana ha ucciso in una sparatoria quattro uomini, inizialmente indicati come probabili responsabili del sequestro di persona a danno di Regeni. Il Ministero dell'Interno egiziano, tramite un post sul proprio profilo ufficiale su Facebook, ha affermato che la banda criminale uccisa era specializzata nei rapimenti di cittadini stranieri al fine di estorcere loro denaro.
Durante l'operazione in cui è stata sgominata la banda, la polizia egiziana ha ritrovato una borsa di colore rosso con il logo della Federazione Italiana Giuoco Calcio nella quale erano contenuti vari oggetti, di cui alcuni effettivamente appartenuti a Regeni: il passaporto, i tesserini di riconoscimento dell'Università di Cambridge e dell'Università Americana del Cairo, oltre alla carta di credito; nella foto postata è presente anche un pezzo di hashish, che sembrava avvalorare la tesi egiziana dell'uccisione per motivi di droga; tuttavia, sia i familiari sia i periti dell'autopsia hanno escluso che il ricercatore facesse uso di stupefacenti.
In seguito, l'ufficio del procuratore di Nuovo Cairo ha negato che la banda criminale fosse coinvolta nell'omicidio. Successivamente alla consegna dei tabulati telefonici, è stato appurato che il capo della banda criminale si trovasse distante oltre 100 km dal Cairo nei giorni della sparizione di Regeni. I familiari delle vittime hanno smentito la ricostruzione della sparatoria durante il blitz, in quanto i presunti malviventi furono uccisi dalla polizia a bruciapelo o a breve distanza.

### Chiusura delle indagini preliminari e rinvio a giudizio
Il 10 dicembre 2020 la procura della Repubblica di Roma ha chiuso le indagini preliminari.
Il 25 maggio 2021 sono stati rinviati a giudizio i seguenti quattro ufficiali della National Security Agency, il servizio segreto interno egiziano: il generale Tariq Sabir, i colonnelli Athar Kamel e Usham Helmi e il maggiore Magdi Sharif.
I reati contestati comprendono il sequestro di persona pluriaggravato, il concorso in lesioni personali gravissime e l'omicidio, ma non il reato di tortura perché quest'ultimo è stato introdotto nel codice penale italiano solo nel 2017.
I quattro ufficiali indagati risultano irreperibili perché la magistratura egiziana non ne ha fornito gli indirizzi di residenza, né ha concesso ai magistrati italiani di essere presenti agli interrogatori degli indagati stessi, nonostante questi quattro indiziati siano stati iscritti nel registro degli indagati nel dicembre 2018 e nonostante le richieste dalla procura di Roma inoltrate già con la rogatoria del 5 maggio 2019.
Il movente del violento interrogatorio e dell'omicidio, secondo la procura di Roma, fu il sospetto, del tutto infondato, da parte degli agenti egiziani che Giulio Regeni volesse finanziare una rivoluzione.

## Controversie
Nel settembre 2017 il legale egiziano che seguiva il caso per conto della famiglia, Ibrahim Metwaly, è stato incarcerato in Egitto con l'accusa di voler sovvertire il governo di al-Sisi.

### Accuse al governo egiziano
I servizi di sicurezza del governo di al-Sisi, così come lo stesso governo egiziano, sono accusati di avere un ruolo chiave nell'omicidio del giovane ricercatore, potendo nutrire sospetti di un eventuale movente nell'attività di ricerca di Regeni. La polizia del Cairo aveva già svolto indagini sul ragazzo nei giorni 7, 8 e 9 gennaio su esposto del Capo del sindacato dei venditori ambulanti.
I media e il governo dell'Egitto hanno respinto l'accusa di coinvolgimento nell'omicidio, sostenendo invece che gli agenti segreti sotto copertura appartenenti ai Fratelli Musulmani avrebbero effettuato il crimine al fine di mettere in imbarazzo il governo egiziano e destabilizzare i rapporti tra Italia ed Egitto.
Il generale Khaled Shalabi, uno dei principali investigatori egiziani, è una figura controversa, poiché già negli anni 2000 risultava condannato per rapimento e tortura, ottenendo però la sospensione condizionale della pena.
Nella notte tra il 24 e il 25 aprile 2016 le forze speciali della polizia egiziana hanno arrestato il consulente egiziano della famiglia Regeni, Ahmed Abdullah, presidente dell'organizzazione non governativa "Commissione egiziana per i diritti e le libertà", con l'accusa di sovversione e terrorismo.
Nel dicembre 2016 è stato accertato che Mohamed Abdallah, leader del sindacato degli ambulanti oggetto della ricerca universitaria e incontrato per la prima volta da Giulio il 13 ottobre 2015, aveva denunciato Giulio Regeni alla polizia di Gyza il 6 gennaio e lo aveva seguito fino al 22 gennaio, ovvero tre giorni prima della scomparsa del ricercatore italiano, comunicando alla polizia tutti gli spostamenti.
Un testimone ha parlato a maggio 2019 e ha detto che era in un caffè a Nairobi, capitale del Kenya, nell'agosto 2017, dove ha sentito funzionari egiziani discutere del caso "ragazzo italiano" in arabo. Dopo aver spiato uno scambio di biglietti da visita, venne a sapere che l'agente che sosteneva di essere stato coinvolto personalmente nel rapimento e nella morte di Giulio Regeni era, in effetti, il maggiore Majdi Ibrahim Abdel-Al Sharif, 35 anni. Secondo il loro resoconto, credevano che Regeni fosse una spia britannica e che l'ufficiale affermasse che avrebbe dovuto colpire e schiaffeggiare Regeni dopo averlo caricato sul furgone della polizia, sebbene non avesse menzionato nulla sulla brutalizzazione e la morte dello studente. Gli investigatori italiani hanno ascoltato il testimone e hanno accreditato la sua ricostruzione degli eventi con una certa affidabilità.

### Disaccordi fra magistratura italiana ed egiziana
Il procuratore generale del Cairo Hamada al Sawi, subentrato a Nabeel Sadek per nomina diretta del presidente al-Sisi nel settembre 2019, ha detto di essere in disaccordo con i colleghi della procura di Roma, e che le prove a carico degli agenti dei servizi segreti egiziani sono insufficienti.
I militari indagati sono stati ascoltati dalla magistratura egiziana ed hanno negato ogni fatto, compresi quelli che i magistrati italiani ritengono «oggettivamente provati».

## Reazioni della comunità internazionale

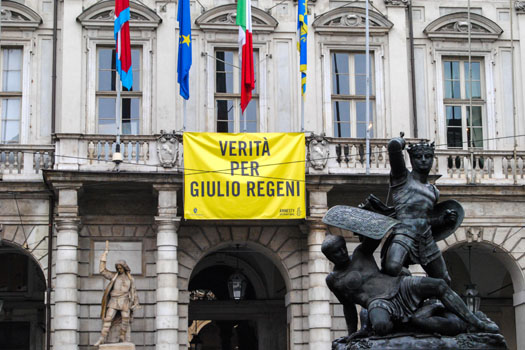
Striscione di Amnesty International "Verità per Giulio Regeni" esposto sulla balconata di Palazzo Civico, a Torino

La sempre più evidente tortura e l'uccisione di Giulio Regeni hanno suscitato attenzione anche in altri paesi, con, fra l'altro, la protesta di oltre 4 600 accademici che hanno firmato una petizione per chiedere un'inchiesta sulla sua morte e sulle numerose sparizioni che si verificano in Egitto ogni mese.
Il 24 febbraio 2016 Amnesty International Italia ha lanciato la campagna Verità per Giulio Regeni (Truth about Giulio Regeni) ed è stata lanciata anche una petizione online sul portale Change.org a cui hanno aderito più di 150 000 sostenitori.
Il 10 marzo 2016 il Parlamento europeo a Strasburgo ha approvato una proposta di risoluzione che ha condannato la tortura e l'uccisione di Giulio Regeni e le continue violazioni dei diritti umani del governo di al-Sisi in Egitto. La risoluzione è stata approvata con ampia maggioranza.
Il 14 aprile 2016 il New York Times, con un editoriale, ha attaccato duramente la Francia, definendone «vergognoso» il silenzio di fronte alle richieste dell'Italia di fare pressione sull'Egitto.
Il 20 settembre 2016 l'ambasciatrice del Regno Unito in Italia, Jill Morris, ha ribadito l'aiuto del governo britannico alle autorità italiane nel fare emergere la verità sull'uccisione del giovane.
Il 22 dicembre 2016 Paola Regeni, mamma di Giulio, viene eletta donna dell'anno 2016 dai lettori della rivista D - la Repubblica delle donne.
Il 25 gennaio 2019 in numerose piazze d'Italia si sono svolte fiaccolate in memoria del ricercatore. A Fiumicello si è tenuta la commemorazione con i genitori e il presidente della Camera dei deputati Roberto Fico.
Il 7 dicembre 2020, al termine del bilaterale tra i due capi di Stato, il presidente francese Macron ha conferito la Legion d’Onore al presidente egiziano al-Sisi. L'entourage dell’Eliseo non ha voluto rendere pubblico il riconoscimento. 
Il 16 dicembre 2020 il Parlamento europeo ha approvato a larga maggioranza una risoluzione in cui esorta le autorità egiziane a fornire gli indirizzi di residenza degli agenti dei servizi segreti accusati dell'omicidio, nei confronti dei quali le prove a disposizione dei magistrati italiani sarebbero «inequivocabili», affinché possa essere celebrato un giusto processo, e deplora il tentativo delle autorità egiziane di fuorviare e ostacolare le indagini, e più in generale denuncia la «repressione» del regime egiziano, le sparizioni forzate, le torture, le «confessioni forzate» e le detenzioni che rientrerebbero in una strategia di «intimidazione delle organizzazioni che difendono i diritti umani».

## Filmografia
- Carlo Bonini e Giuliano Foschini, Nove giorni al Cairo: tortura e omicidio di Giulio Regeni, La Repubblica, 2017. URL consultato il 13 aprile 2017.